# Archanes-Asterousia
Archanes-Asterousia (in greco Αρχάνες-Αστερούσια?) è un comune della Grecia situato nell'isola di Creta (unità periferica di Candia) con 17.531 abitanti secondo i dati del censimento 2001.
È stato istituito a seguito della riforma amministrativa detta Programma Callicrate in vigore dal gennaio 2011 che ha abolito le prefetture e accorpato numerosi comuni